# Joseph Thornton
Joseph Thornton (Stilwell, 2 de agosto de 1916-Tahlequah, 4 de febrero de 2019) fue un deportista estadounidense que compitió en tiro con arco, en la modalidad de arco recurvo. Ganó seis medallas en el Campeonato Mundial de Tiro con Arco al Aire Libre entre los años 1961 y 1965.

## Palmarés internacional
| Campeonato Mundial al Aire Libre | Campeonato Mundial al Aire Libre | Campeonato Mundial al Aire Libre | Campeonato Mundial al Aire Libre |
| Año                              | Lugar                            | Medalla                          | Prueba                           |
| -------------------------------- | -------------------------------- | -------------------------------- | -------------------------------- |
| 1961                             | Oslo (Noruega)                   | Medalla de oro                   | Individual                       |
| 1961                             | Oslo (Noruega)                   | Medalla de oro                   | Equipo                           |
| 1963                             | Helsinki (Finlandia)             | Medalla de oro                   | Equipo                           |
| 1963                             | Helsinki (Finlandia)             | Medalla de plata                 | Individual                       |
| 1965                             | Västerås (Suecia)                | Medalla de oro                   | Equipo                           |
| 1965                             | Västerås (Suecia)                | Medalla de plata                 | Individual                       |